# Muhamed Filipović
Muhamed Filipović - Tunjo (Banja Luka, 3. kolovoza 1929. – Sarajevo, 26. veljače 2020.), bosanskohercegovački filozof i diplomat bošnjačke nacionalnosti. Bio je član Akademije znanosti i umjetnosti BiH, profesor na Filozofskom fakultetu Sveučilišta u Sarajevu i predsjednik Bošnjačke akademije znanosti i umjetnosti. Filipović je bio jedan od osnivača i potpredsjednik Stranke demokratske akcije, a u vrijeme rata u BiH bio je potpredsjednik Muslimanske bošnjačke organizacije Adila Zulfikarpašića i veleposlanik Republike BiH u Londonu.

## Životopis
Muhamed Filipović rođen je u Banjoj Luci u obitelji Sulejmana i Đule. Majka mu je sestrična Džafera i Osmana Kulenovića, ustaških visokih dužnosnika. U vrijeme Drugog svjetskog rata, brat mu je završio u sabirnom logoru Jasenovac, a sestra Zilha otišla je u komunističku ilegalu. Njegova obitelj begovskog je porijekla i potječe od zagrebačkog kanonika Franje Filipovića koji je 1574. prešao na islam i uzeo ime Muhamed, a zauzvrat je od sultana dobio posjed u Glamoču.
Filipović je u rodnom gradu završio osnovnu i srednju školu. Filozofiju je studirao na Filozofskom fakultetu u Beogradu i Zagrebu. Diplomirao je 1952., a doktorirao 1960. Bio je docent, izvanredni i redovni profesor logike i metodologije s metodologijom znanosti na Odsjeku za filozofiju Filozofskog fakulteta u Sarajevu. U Akademiju znanosti i umjetnosti BiH izabran je 1976., da bi 1978. bio izabran za dopisnog, a 1987. za redovnog člana.
U vrijeme osnivanja SDA, Filipović je bio jedan od njezinih potpredsjednika. Kasnije se povukao iz stranke zajedno s Adilom Zulfikarpašićem s kojim je osnovao Muslimansku bošnjačku organizaciju, gdje je također bio potpredsjednik. MBO je dobila neznatan broj glasova na općim izborima 1990. U vrijeme rasprave o tome treba li SR BiH ostati u SFR Jugoslaviji, MBO i njezin predsjednik Zulfikarpašić zagovarali su muslimansko-srpski sporazum i ostanak u Jugoslaviji. U skladu s tim, Zulfikarpašić i Filipović, uz odobrenje Alije Izetbegovića, započeli su u lipnju 1991. pregovore sa srpskim vodstvom, iz čega je nastao sporazum Karadžić-Filipović.
U prosincu 1993., Alija Izetbegović i Haris Silajdžić predložili su Filipoviću dužnost veleposlanik RBiH u Bernu u Švicarskoj, što je Filipović prihvatio. Službeno je preuzeo dužnost 3. siječnja 1994., predavši akreditaciju predsjedniku Ottu Stichu.
Umro je u Sarajevu 26. veljače 2020. godine, u 91. godini života.